# 万隆镇
万隆镇，中国四川省广安市武胜县下辖的一个镇，位于武胜县西部，与宝箴塞、万善、新学，以及重庆市合川区的燕窝等乡镇交界，为四川省首批小城镇试站城镇。全镇面积24.6平方公里，辖15个村，4669户，22285人。镇人民政府驻兴隆场，距县城沿口镇15公里。
2019年12月，撤销新学乡，将其所属行政区域划归万隆镇管辖。

## 历史沿革
兴隆为古汉初县之二龙泉镇；明朝中叶建场，取生意兴隆之意，曰兴隆场，属德清里；民国二年（1913年）废场设兴隆乡；1958年改称兴隆公社，1983年更名万隆乡，1992年置万隆镇。。

## 行政区划
万隆镇下辖以下地区：
沿兴街社区、龙泉村、黄桩村、阳河村、上游村、跃进村、马道村、古福村、凉井村、桐柏村、灯笼石村、深沟村、大垭村、飞来石村、湖果村和黄柳桥村。其中湖果与黄柳桥两村为武胜插入合川的飞地。

## 教育
万隆初中、万隆小学。